# كوردل جاكسون
كوردل جاكسون (بالإنجليزية: Cordell Jackson)‏ هي موسيقية ومنتجة أسطوانات وملحنة وعازفة قيثارة وممثلة أمريكية، ولدت في 15 يوليو 1923 في بونتوتوك في الولايات المتحدة، وتوفيت في 14 أكتوبر 2004 في ممفيس في الولايات المتحدة.

## وصلات خارجية
- كوردل جاكسون على موقع IMDb (الإنجليزية)
- كوردل جاكسون على موقع ميوزك برينز (الإنجليزية)
- كوردل جاكسون على موقع قاعدة بيانات الأفلام السويدية (السويدية)
- كوردل جاكسون على موقع ديسكوغز (الإنجليزية)